# Ріу-Бранку

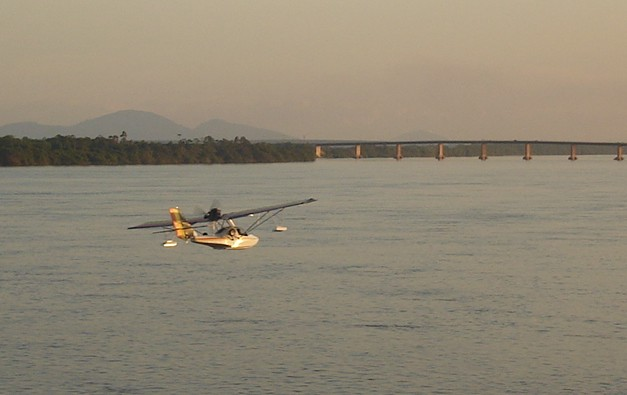
Річка Ріу-Бранку і міст «Понте-де-Макушіс»

Ріу-Бранку (порт. Rio Branco) — річка у Південній Америці на півночі Бразилії в штаті Рорайма, ліва притока Ріу-Неґру. Належить до водного басейну Амазонки, яка впадає в Атлантичний океан.

## Географія
Річка починає свій витік за 30 км на північ — північний схід від міста Боа-Віста після злиття двох річок: правої — Ріу-Урарікоера (870 км), яка починається на гірських схилах Паріма на кордоні із Венесуелою, та лівої — Ріу-Такуту (450 км), яка стікає із схилів Пакарайма на кордоні із Гаяною, в західній та центральній частині Гвіанського нагір'я. Тече у південному напрямку. Впадає у річку Ріу-Неґру, з лівого берега. Через річку збудовано два мости. Один у місті Боа-Віста «Понте-де-Макушіс», має довжину 1 200 м, другий збудований вниз за течією від міста Каракараї (поселення Віста-Алеґре) «Понте-Собре-Ріу-Бранку», довжиною 700 м.
Довжина річки становить близько 560 км (за іншими даними 775 км), а від витоку Ріу-Урарікоера — 1 430 км. Середньорічна витрата води в гирлі — 5 400 м³/с.
Живлення дощове. Період повені триває із травня по вересень. Водний максимум у червні-липні-серпні.

## Навігація
Річка Ріу-Бранку в нижній частині, від гирла до міста Каракараї (390 км), є судноплавною цілорічно для середніх пароплавів та барж із пласким дном, які мають осадку не більше 1 м та шириною до 10 м. З грудня по лютий, на перегоні між Санта-Марія-Боачу (115-й км) та Каракараї (390-й км) навігація обмежена для суден з осадкою понад 1 м, тому вони протягом цього періоду вимушені чекати на підняття рівня води. Вище за течією від Каракараї навігація ускладнюється наявністю місцями порогів та водоспадів, а від Боа-Віста (530-й км) і до злиття річок Ріу-Урарікоера та Ріу-Такуту (560-й км) навігація можлива лише під час повеней.
Річкою виконується велика частина транспортного перевезення важливих і великогабаритних вантажів між Манаусом, штат Амазонас, та Боа-Віста. Це в основному нафтопродукти, скраплений газ та рідке паливо, а також  будівельні матеріали і продукція деревообробки.

## Притоки
Річка Ріу-Бранку на своєму шляху приймає воду значної кількості приток, найбільші із них (від витоку до гирла):
- Ріу-Урарікоера (права складова, 870 км)
- Ріу-Такуту (ліва складова, ~450 км)
- Кауаме (права притока, ~125 км)
- Мукайя (права, ~520 км)
- Кютауай (ліва, ~144 км)
- Качорро (ліва, ~150 км)
- Айярані (права, ~220 км)
- Анауа (ліва, ~350 км)
- Аґуй-Боа (права, ~245 км)
- Катрімані (права, ~590 км)
- Ітапара (ліва, ~330 км)
- Шеруйні (права, ~420 км)[5]

## Гідрологія
Спостереження за водним режимом річки проводилось протягом 27 років (1967–1996) на станції в Каракараї, бразильського міста у штаті Рорайма, розташованого нижче за течією від міста Боа-Віста, та за 390 км від гирла. Середньорічна витрата води яка спостерігалася тут у цей період становила 2 853 м³/с для водного басейну 124 980 км², що складає 64,1% від загальної площі басейну річки. За період спостереження, абсолютний мінімум стоку становив 244 м³/с (у квітні 1988 року), мінімальний середньомісячний — 965 м³/с (у березні), в той час як абсолютний максимум склав 11 178 м³/с (у червні 1967 року), а максимальний середньомісячний — 6 913 м³/с (у липні).
На графіку приведено показники середньомісячної витрати води річки Ріу-Бранку за 27 років (1967–1996) на станції в Каракараї, м³/с:

## Населенні пункти
На берегах річки розташовані населенні пункти (від витоку до гирла): Боа-Віста, Мукажаї, Іракема, Каракараї, Віста-Алеґре, Санта-Лючія, Сан-Жосе-де-Ануа, Алмендра, Катрімані, Боачу, Санта-Марія-Боачу.

## Рослинність
Річка умовно розділена на три окремі зони за типом рослинності:
- Верхня Бранку: ділянка протяжністю близько 170 км. Вона починається в місці злиття річок Ріу-Урарікоера та Ріу-Такуту і проходить через Боа-Віста, і закінчується в Каракараї. Річка на цій ділянці досить широка, але неглибока, особливо у сухий сезон, тут є велика кількість островів і мілин. Великі площі водозбору займають савана і ділянки порослі пальмами.
- Близька Бранку: найменший відрізок, близько 24 км. Вона починається в Каракараї і досягає поселення Віста-Алеґре. Це перехідна зона, з безліччю порогів, які роблять річку несудноплавною для великих суден. Рослинність перехідна, і являє собою суміш рослинності північних районів штату і південних саван, дрібних лісів, «пальм моріче» та тропічних лісів Амазонки.
- Нижня Бранку є найбільшою ділянкою — понад 360 км, від поселення Віста-Алеґре до гирла, впадіння річки у Ріу-Неґру. Вона має багате біорізноманіття тропічних лісових екосистем, з густою рослинністю, пишною флорою та фауною. Води річки, багаті на привабливі види риб для спортивного рибальства.